# Vianon
Le Vianon est une rivière française du Massif central dans le département de la Corrèze, dans l'ancienne région du Limousin, donc en région Nouvelle-Aquitaine, un affluent de la Luzège et un sous-affluent de la Dordogne.

## Géographie
De 27,6 km de longueur
Le Vianon prend sa source vers 650 mètres d’altitude, sur la commune de Saint-Angel, à deux kilomètres au sud-ouest du bourg.
Il arrose Palisse puis Saint-Hilaire-Luc avant de rejoindre en rive gauche la Luzège au Gour Noir, dans la retenue du barrage de la Luzège, à deux kilomètres au nord de Lapleau.
Les eaux de la retenue sont ensuite amenées par conduite forcée jusqu’au barrage de l'Aigle.

### Communes et cantons traversés
Dans le seul département de la Corrèze, la Vianon traverse les sept communes suivantes, de l'amont vers l'aval, de Saint-Angel (source), Combressol, Palisse, Neuvic, Saint-Hilaire-Luc, Lamazière-Basse, Saint-Pantaléon-de-Lapleau (confluence);
Soit en termes de cantons, le Vianon prend source sur le canton du Plateau de Millevaches, traverse le canton de la Haute-Dordogne, conflue dans le canton d'Égletons, dans les arrondissements d'Ussel et de Tulle.

### Bassin versant
Le Vianon traverse les quatre zone hydrographiques P115, P116, P117 et P118 pour une superficie totale de 289 km2. Ce bassin versant est constitué à 69,38 % de « forêts et milieux semi-naturels », à 22,77 % de « territoires agricoles », à 2,87 % de « territoires artificialisés », à 0,18 % de « surfaces en eau ».

## Affluents
Le Vianon a quatorze tronçons affluents référencés dont :
- le ruisseau du Boucheron, avec un seul affluent
- le ruisseau d'Embouérime, avec un seul affluent
- le ruisseau de Battut, avec un seul affluent
- le ruisseau de la Chaussade,

### Rang de Strahler
Donc son rang de Strahler est de trois.

## À voir

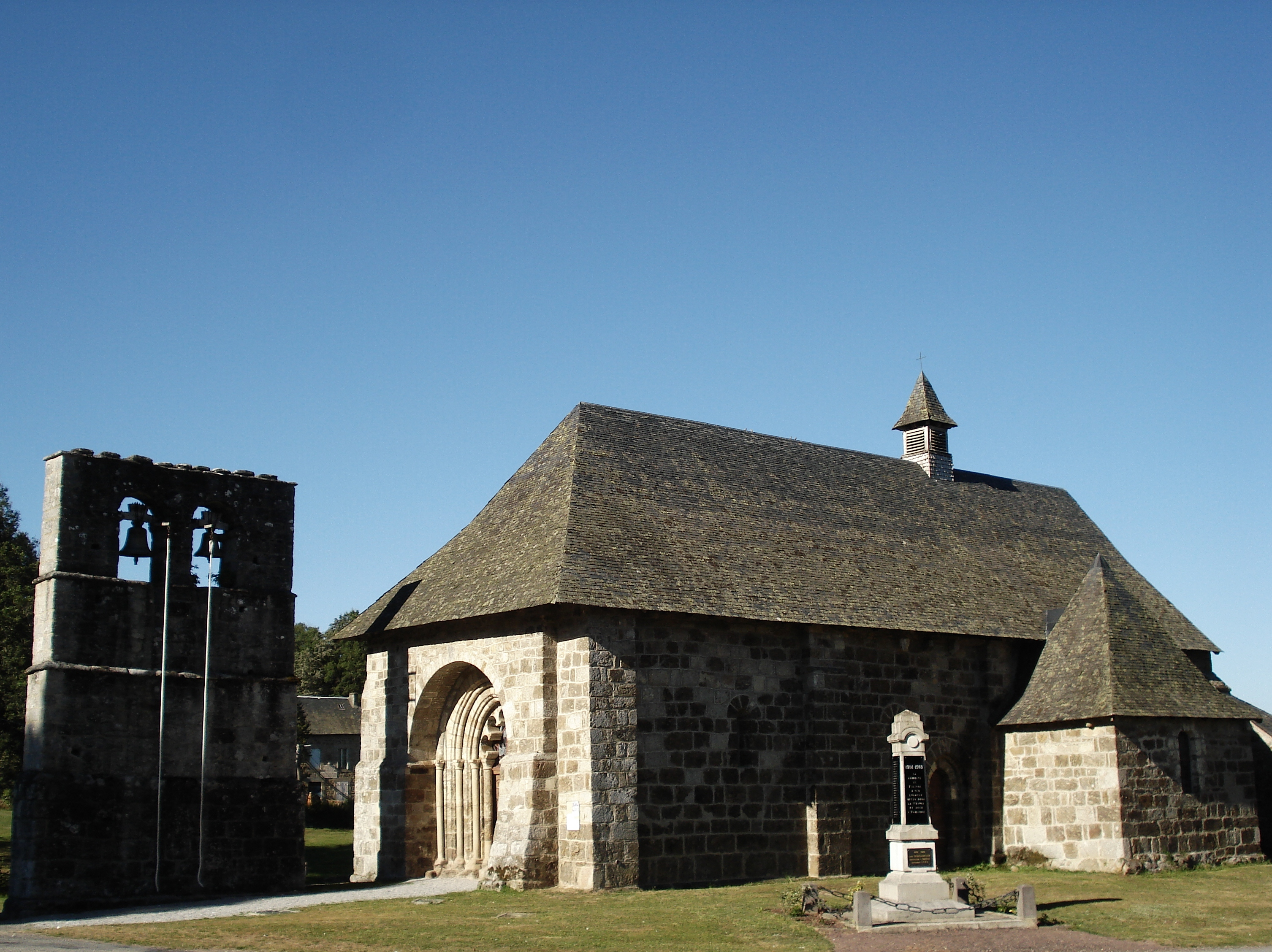
Église Saint-Martial de Palisse en Corrèze.

- Classé MH (1976)  Inscrit MH (1976) l’église romane de Saint-Martial de Palisse avec son clocher-mur séparé[2].